# Championnat de Malte de football 2000-2001
Navigation
Saison précédente Saison suivante
La saison 2000-2001 de Premier League Maltaise était la quatre-vingt-sixième édition de la première division maltaise.
Lors de cette saison, le Birkirkara FC a tenté de conserver son titre de champion face aux neuf meilleurs clubs maltais lors d'une série de matchs se déroulant sur toute l'année.
Les dix clubs participant au championnat ont été confrontés à deux reprises aux neuf autres. En gardant une partie des points acquis lors de la première phase, les six premiers se sont affrontés deux fois de plus pour se disputer la victoire finale et les quatre derniers pour éviter la relégation.
C'est le La Vallette FC qui a été sacré champion de Malte pour la dix-huitième fois.
Trois places étaient qualificatives pour les compétitions européennes, la quatrième place étant celle du vainqueur du Trophée Rothman 2000-2001.

## Qualifications en coupe d'Europe
À l'issue de la saison, le champion a participé au 1er tour de qualification de la Ligue des champions 2001-2002.
Le finaliste du Trophée Rothman, la coupe ayant été remportée par le La Vallette FC, et le deuxième du championnat ont pris les places pour la Coupe UEFA 2001-2002.
Enfin, la première équipe dans l'ordre du classement qui l'a souhaité a participé à la Coupe Intertoto 2001.

## Les dix clubs participants
| Club                 | Stade             | Capacité | Ville      |
| -------------------- | ----------------- | -------- | ---------- |
| Birkirkara FC        | Infetti Ground    | 2 000    | Birkirkara |
| Floriana FC          | -                 | -        | Floriana   |
| Hamrun Spartans      | Victor Tedesco    | 6 000    | Hamrun     |
| Paola Hibernians FC  | Hibernians Ground | 8 000    | Paola      |
| Naxxar Lions FC      | -                 | -        | Naxxar     |
| Pietà Hotspurs       | -                 | -        | Pietà      |
| Rabat Ajax           | -                 | -        | Rabat      |
| Sliema Wanderers FC  | Guze Fava Ground  | 4 000    | Sliema     |
| La Vallette FC       | -                 | -        | La Valette |
| Xghajra Tornadoes FC | -                 | -        | Xghajra    |

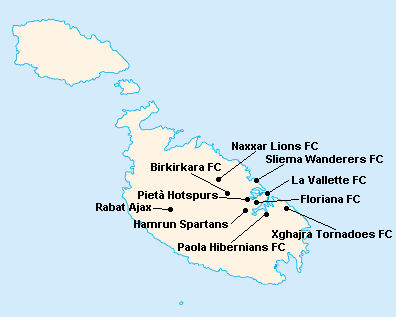
Localisation des clubs engagés dans le championnat.

L'île de Malte étant relativement petite, les clubs évoluent tous au stade National Ta'Qali (17 400 places). Certain cependant ont leur propre enceinte qu'ils peuvent éventuellement utiliser.

## Compétition

### Phase 1

#### Classement
| Rang | Équipe                   | Pts | J  | G  | N | P  | Bp | Bc | Diff |
| ---- | ------------------------ | --- | -- | -- | - | -- | -- | -- | ---- |
| 1    | La Vallette FC (C)       | 42  | 18 | 13 | 3 | 2  | 55 | 27 | +28  |
| 2    | Sliema Wanderers FC      | 39  | 18 | 12 | 3 | 3  | 70 | 24 | +46  |
| 3    | Birkirkara FC (T)        | 37  | 18 | 11 | 4 | 3  | 34 | 15 | +19  |
| 4    | Paola Hibernians FC      | 35  | 18 | 10 | 5 | 3  | 44 | 23 | +21  |
| 5    | Floriana FC              | 33  | 18 | 10 | 3 | 5  | 42 | 31 | +11  |
| 6    | Hamrun Spartans (P)      | 25  | 18 | 7  | 4 | 7  | 24 | 31 | -7   |
| 7    | Pietà Hotspurs           | 17  | 18 | 4  | 5 | 9  | 40 | 40 | 0    |
| 8    | Naxxar Lions FC          | 12  | 18 | 3  | 3 | 12 | 22 | 44 | -22  |
| 9    | Rabat Ajax               | 10  | 18 | 2  | 4 | 12 | 23 | 53 | -30  |
| 10   | Xghajra Tornadoes FC (P) | 2   | 18 | 0  | 2 | 16 | 7  | 73 | -66  |

| Légende : Qualifications et relégations | Légende : Qualifications et relégations                                        |
| --------------------------------------- | ------------------------------------------------------------------------------ |
|                                         | Qualifié pour le tour des champions                                            |
|                                         | Qualifié pour le tour de relégation                                            |
|                                         | (T) : Tenant du titre 1999-2000 (P) : Promu (C) : Vainqueur du Trophée Rothman |

#### Matchs
| Résultats (▼dom., ►ext.)                                   | Bir | Flo | Ham | Hib | Nax | Pie | Rab | Sli  | Val | Xgh |
| Birkirkara FC                                              |     | 0-1 | 1-1 | 2-2 | 2-1 | 4-1 | 3-1 | 0-2  | 4-2 | 3-0 |
| Floriana FC                                                | 2-2 |     | 4-1 | 1-4 | 3-2 | 3-2 | 4-2 | 3-2  | 1-3 | 1-0 |
| Hamrun Spartans                                            | 0-1 | 2-1 |     | 0-3 | 3-0 | 2-0 | 1-1 | 2-0  | 0-3 | 2-0 |
| Paola Hibernians FC                                        | 0-2 | 2-2 | 2-0 |     | 3-0 | 2-2 | 1-0 | 2-2  | 3-3 | 6-0 |
| Naxxar Lions FC                                            | 0-1 | 1-1 | 1-1 | 0-3 |     | 3-1 | 1-3 | 3-3  | 1-3 | 3-2 |
| Pietà Hotspurs                                             | 1-1 | 1-3 | 1-1 | 0-3 | 4-0 |     | 3-1 | 2-3  | 3-5 | 4-0 |
| Rabat Ajax                                                 | 0-4 | 0-7 | 2-3 | 2-3 | 2-0 | 2-2 |     | 1-3  | 1-3 | 3-3 |
| Sliema Wanderers FC                                        | 0-3 | 3-2 | 6-1 | 5-0 | 7-0 | 4-2 | 6-0 |      | 4-1 | 7-0 |
| La Vallette FC                                             | 1-0 | 4-0 | 5-1 | 2-1 | 2-1 | 3-3 | 5-1 | 2-2  |     | 2-0 |
| Xghajra Tornadoes FC                                       | 0-1 | 0-3 | 0-3 | 0-4 | 0-5 | 0-8 | 1-1 | 0-11 | 1-6 |     |
| - Victoire à domicile - Match nul - Victoire à l'extérieur |     |     |     |     |     |     |     |      |     |     |

### Phase 2

#### Classement
| Rang | Équipe              | Pts | J  | G  | N | P  | Bp | Bc | Diff |
| ---- | ------------------- | --- | -- | -- | - | -- | -- | -- | ---- |
| 1    | La Vallette FC (C)  | 46  | 28 | 21 | 4 | 3  | 76 | 38 | +38  |
| 2    | Sliema Wanderers FC | 40  | 28 | 18 | 5 | 5  | 96 | 37 | +59  |
| 3    | Birkirkara FC (T)   | 36  | 28 | 16 | 6 | 6  | 50 | 27 | +23  |
| 4    | Paola Hibernians FC | 32  | 28 | 14 | 7 | 7  | 60 | 40 | +20  |
| 5    | Floriana FC         | 27  | 28 | 13 | 4 | 11 | 54 | 48 | +6   |
| 6    | Hamrun Spartans (P) | 13  | 28 | 7  | 4 | 17 | 28 | 56 | -28  |

| Rang | Équipe                   | Pts | J  | G | N | P  | Bp | Bc | Diff |
| ---- | ------------------------ | --- | -- | - | - | -- | -- | -- | ---- |
| 7    | Pietà Hotspurs           | 20  | 24 | 7 | 7 | 10 | 56 | 49 | +7   |
| 8    | Naxxar Lions FC          | 17  | 24 | 6 | 5 | 13 | 40 | 55 | -15  |
| 9    | Rabat Ajax               | 16  | 24 | 5 | 6 | 13 | 35 | 63 | -28  |
| 10   | Xghajra Tornadoes FC (P) | 1   | 24 | 0 | 2 | 22 | 11 | 93 | -82  |

| Légende : Qualifications et relégations | Légende : Qualifications et relégations                                                     |
| --------------------------------------- | ------------------------------------------------------------------------------------------- |
|                                         | Ligue des champions 2001-2002 (1er Tour de qualification)                                   |
|                                         | Coupe UEFA 2001-2002 (Tour de qualification)                                                |
|                                         | Coupe Intertoto 2001 (1er Tour)                                                             |
|                                         | Relégation en First Division Maltaise                                                       |
|                                         | (T) : Tenant du titre 1999-2000 (P) : Promu en 1999-2000 (C) : Vainqueur du Trophée Rothman |

#### Matchs
| Résultats (▼dom., ►ext.)                                   | Bir | Flo | Ham | Hib | Sli | Val |
| Birkirkara FC                                              |     | 2-1 | 3-1 | 1-1 | 1-2 | 1-2 |
| Floriana FC                                                | 0-2 |     | 3-1 | 2-0 | 1-1 | 1-4 |
| Hamrun Spartans                                            | 0-1 | 0-2 |     | 1-2 | 0-4 | 0-1 |
| Paola Hibernians FC                                        | 2-2 | 1-0 | 2-0 |     | 1-3 | 2-3 |
| Sliema Wanderers FC                                        | 1-2 | 4-1 | 5-1 | 4-2 |     | 2-2 |
| La Vallette FC                                             | 2-1 | 2-1 | 2-0 | 1-3 | 2-0 |     |
| - Victoire à domicile - Match nul - Victoire à l'extérieur |     |     |     |     |     |     |

| Résultats (▼dom., ►ext.)                                   | Nax | Pie | Rab | Xgh |
| Naxxar Lions FC                                            |     | 2-2 | 3-3 | 4-3 |
| Pietà Hotspurs                                             | 2-1 |     | 1-1 | 5-0 |
| Rabat Ajax                                                 | 1-4 | 4-2 |     | 1-0 |
| Xghajra Tornadoes FC                                       | 0-4 | 1-4 | 0-2 |     |
| - Victoire à domicile - Match nul - Victoire à l'extérieur |     |     |     |     |

## Bilan de la saison
| Tableau d'Honneur       |                     |
| Compétition             | Vainqueur           |
| Premier League Maltaise | La Vallette FC      |
| Trophée Rothman         | La Vallette FC      |
| Supercoupe de Malte     | Sliema Wanderers FC |

| Qualifications européennes 2001-2002 |                                   |
| Ligue des champions                  | Qualifiés                         |
| 1er tour de qualification            | La Vallette FC                    |
| Coupe UEFA                           | Qualifiés                         |
| Tour de qualification                | Birkirkara FC Sliema Wanderers FC |
| Coupe Intertoto                      | Qualifiés                         |
| 1er tour                             | Paola Hibernians FC               |

| Promotions et relégations           |                                 |
| Relégués en First Division Maltaise | Rabat Ajax Xghajra Tornadoes FC |
| Promus de First Division Maltaise   | Marsa FC Lija Athletic FC       |